# Didymodon erosus
Didymodon erosus là một loài rêu trong họ Pottiaceae. Loài này được J. A. Jiménez & J. Guerra mô tả khoa học đầu tiên năm 2004.